# Agnes Nunes
Agnes Victoria Nunes Ferreira (Feira de Santana, 5 de abril de 2002), mais conhecida pelo seu nome artístico Agnes Nunes é uma cantora e compositora brasileira.

## Biografia

### Vida Pessoal
Nascida em Feira de Santana, município do estado da Bahia,  mudou-se aos nove meses de idade  com sua mãe, professora universitária,  para Jericó e, posteriormente, para Campina Grande, na Paraíba. Aos 12 anos ganhou um teclado de sua mãe e  desenvolveu os seus primeiros trabalhos musicais em Campina Grande.  Aos 17 anos mudou-se com sua mãe para o Rio de Janeiro.

### Carreira
Iniciou a carreira artística na adolescência, aos 14 anos,  quando ainda anônima começou a gravar vídeos interpretando canções de outros artistas e postou na internet.
Em 2020, durante a pandemia de covid 19, participou, ao lado de Elza Soares e Seu Jorge, de uma transmissão online ao vivo. No mesmo ano gravou a faixa “Escorpião” no álbum “Zodíaco” do rapper Xamã.
Seu primeiro CD intitulado  “Menina mulher”  foi gravado no ano de 2022 e apresenta dez faixas autorais.  Nesse mesmo ano regravou a canção “Preciso me encontrar”, de Cartola, para o longa-metragem “Medida provisória”, com roteiro e direção de Lázaro Ramos e gravou com Ivete Sangalo, a faixa "Tudo Vai Dar Certo" para Onda Boa, seu novo programa na HBO Max e interpretou Eva na série “Só se for por amor”, exibida pela plataforma Netflix.
Ganhou o prêmio “Leão de Ouro” na categoria “Entretenimento”, no Festival Internacional de Criatividade de Cannes, com a canção “Juntos a magia acontece”, composta para o especial de natal da TV Globo e o Prêmio Jovem Brasileiro no ano de 2022.
Em 2023 realizou uma turnê pela Europa, apresentando-se em Portugal, Espanha, Alemanha e Inglaterra. Integrou o elenco da minissérie “Tá tudo certo”, idealizada e dirigida por Felipe Simas, exibida pelo canal Disney+.

## Discografia

### Álbum de estúdio
| Título        | Detalhes |
| ------------- | --- |
| Menina mulher | - Lançamento: 28 de janeiro de 2022 - Gravadora: Baguá Records/ Universal Music - Formato(s): Download digital, streaming, CD |